# Ernie Konnyu

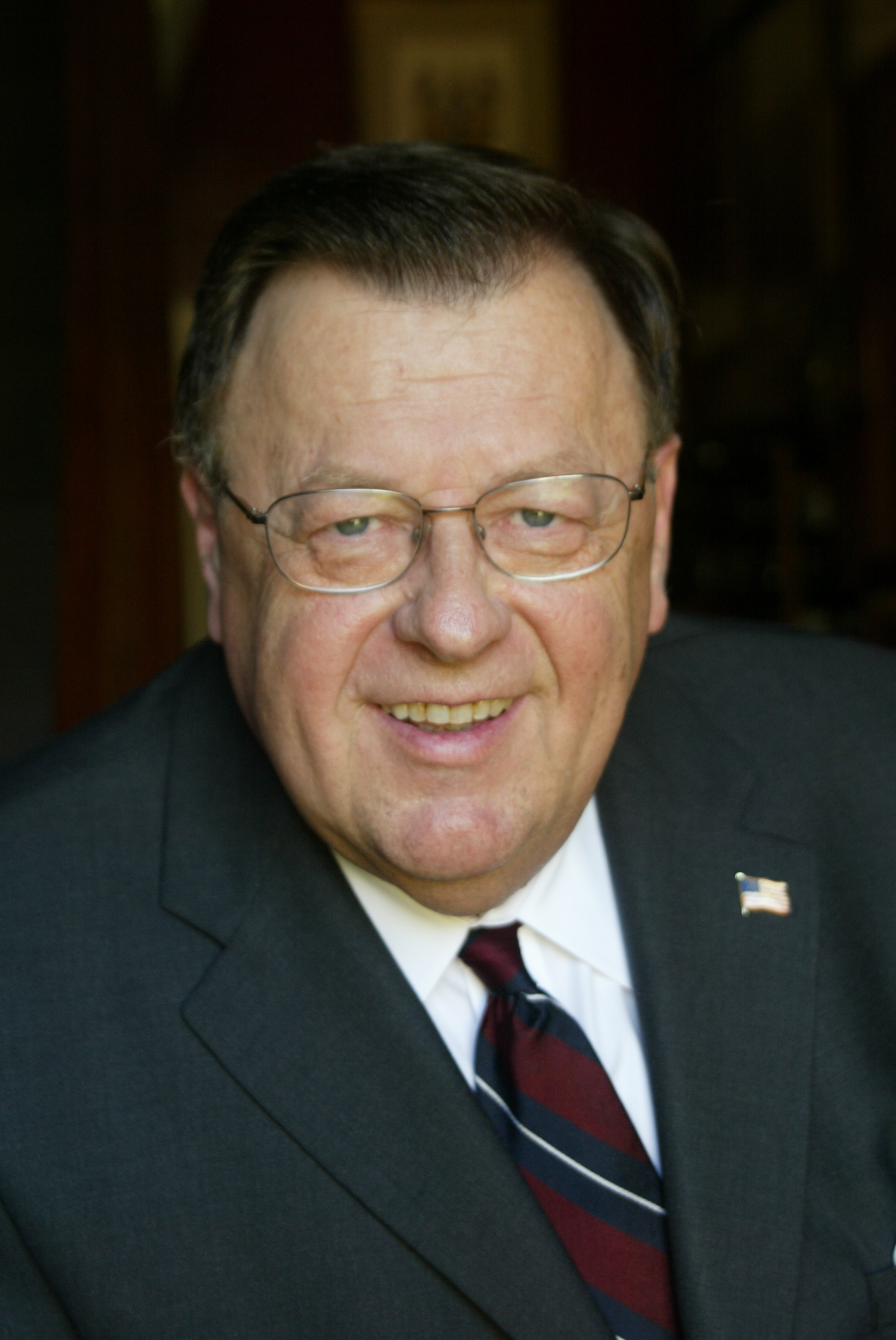
Ernie Konnyu (2004)

Ernest Leslie „Ernie“ Konnyu (* 17. Mai 1937 als Ernő Könnyű in Tamási, Königreich Ungarn) ist ein US-amerikanischer Politiker. Zwischen 1987 und 1989 vertrat er den Bundesstaat Kalifornien im US-Repräsentantenhaus.

## Werdegang
Die Familie von Könnyű verließ 1945 Ungarn, lebte vier Jahre in Österreich, wanderte dann 1949 in die Vereinigten Staaten aus und ließ sich in St. Louis (Missouri) nieder. Er besuchte die öffentlichen Schulen in Jefferson City und St. Louis (Missouri). Danach studierte er zunächst an der University of Maryland und dann an der Ohio State University. Zwischen 1959 und 1969 diente er als Hauptmann und später als Major in der Air Force. Bis 1981 gehörte er der Reserve dieser Waffengattung an. Zwischen 1974 und 1980 leitete er die Revision der Firma National Semiconductor in Santa Clara. Gleichzeitig schlug er als Mitglied der Republikanischen Partei eine politische Laufbahn ein. Zwischen 1980 und 1986 saß er als Abgeordneter in der California State Assembly.
Bei den Kongresswahlen des Jahres 1986 wurde Konnyu im zwölften Wahlbezirk von Kalifornien in das US-Repräsentantenhaus in Washington, D.C. gewählt, wo er am 3. Januar 1987 die Nachfolge von Ed Zschau antrat. Nach einigen Vorwürfen wegen sexueller Belästigungen wurde er von seiner Partei im Jahr 1988 nicht mehr zur Wiederwahl nominiert. Damit konnte er bis zum 3. Januar 1989 nur eine Legislaturperiode im Kongress absolvieren. Nach dem Ende seiner Zeit im US-Repräsentantenhaus ist Konnyu politisch nicht mehr in Erscheinung getreten. Heute lebt er in Saratoga.